# Валериева дорога

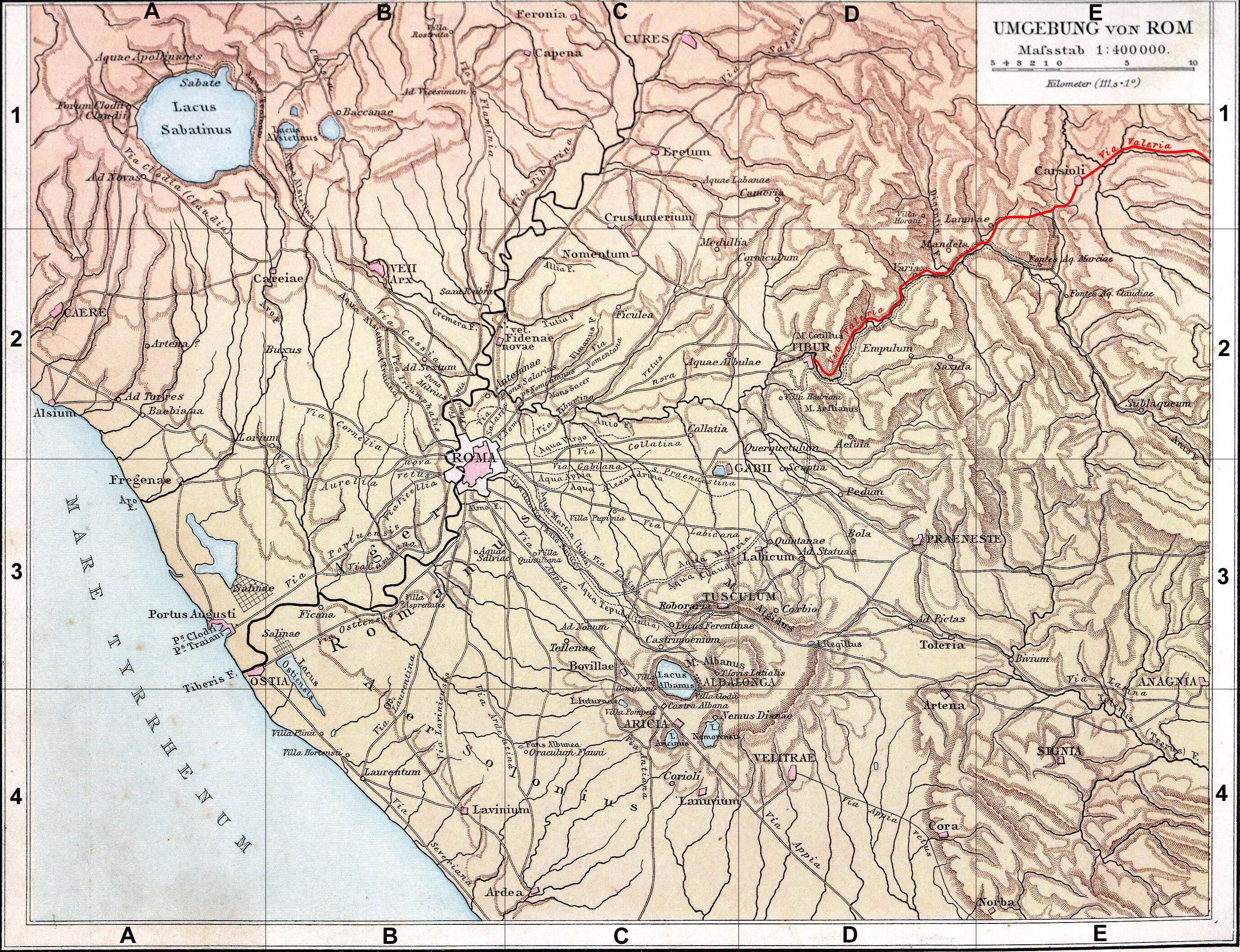
Валериева дорога (показана красным).

Валериева дорога (лат. Via Valeria) — древняя римская дорога.
Дорога была построена в 307 году до н. э. между Тибуром и Корфинием (в другом источнике сказано, из Рима до Атри (конечный пункт)) и продолжала Тибуртинскую дорогу в северо-восточном направлении, по долине реки Анио. Дорога была построена, возможно, цензором Марком Валерием Мессаллой (лат. Marcus Valerius Messalla) в 154 году до н. э.
На Валериевой дороге стояли латинские города (колонии): Вария, Карсеолы (Карсоли) и Альба.
Сегодня современная железная дорога из Рима в итал. Castellammare Adriatico проходит рядом с Валериевой дорогой. Гробница македонского царя Персея была найдена при раскопках на дороге в 2005 году.